# Lee Hup Wei
Lee Hup Wei (nom en chinois : 李合偉) (né le 5 mai 1987 à Selangor) est un athlète malaisien, spécialiste du saut en hauteur.

## Carrière
En 2008, son meilleur saut est de 2,27 m, aux China Open à Pékin, record national qu'il égale à Chennai le 9 juin 2010. Il représente l'Asie Pacifique lors de la Coupe continentale d'athlétisme 2010. Il représente la Malaisie pour une deuxième fois aux Jeux olympiques de Londres : son meilleur saut de la saison, réalisé le 24 juin 2012 à Cagnes-sur-Mer est de 2,21 m, inférieur aux minima. Il termine 6e ex æquo lors des Championnats d'Asie d'athlétisme 2017 à Bhubaneswar, avec 2,20 m. Le 27 janvier 2018, il porte son record personnel à 2,28 m à Canberra (AUS). Le 31 mars, il saute 2,27 m à Kuala Lumpur. Le 24 avril 2019, il termine 4e en 2,26 m lors des Championnats d’Asie 2019 à Doha.
Il se qualifie pour la finale des championnats du monde 2019 avec 2,29 m, record personnel. Il se classe 8e de la finale avec 2,27 m.

## Palmarès
| Date | Compétition                  | Lieu         | Résultat | Marque |
| ---- | ---------------------------- | ------------ | -------- | ------ |
| 2005 | Championnats d'Asie          | Incheon      | 8e       | 2,10 m |
| 2006 | Championnats d'Asie juniors  | Taipa        | 5e       | 2,14 m |
| 2006 | Jeux asiatiques              | Doha         | 6e       | 2,15 m |
| 2007 | Championnats d'Asie          | Amman        | 1er      | 2,24 m |
| 2009 | Championnats d'Asie          | Guangzhou    | 5e       | 2,15 m |
| 2010 | Championnats d'Asie en salle | Téhéran      | 13e      | 2,05 m |
| 2010 | Coupe continentale           | Split        | 5e       | 2,25 m |
| 2010 | Jeux du Commonwealth         | New Delhi    | 5e       | 2,23 m |
| 2010 | Jeux asiatiques              | Canton       | 9e       | 2,15 m |
| 2013 | Championnats d'Asie          | Pune         | 13e      | 2,10 m |
| 2015 | Championnats d'Asie          | Wuhan        | 13e      | 2,05 m |
| 2017 | Championnats d'Asie          | Bhubaneshwar | 6e       | 2,20 m |
| 2018 | Jeux du Commonwealth         | Gold Coast   | 8e       | 2,21 m |
| 2018 | Jeux asiatiques              | Jakarta      | 10e      | 2,20 m |
| 2019 | Championnats d'Asie          | Doha         | 4e       | 2,26 m |
| 2019 | Championnats du monde        | Doha         | 8e       | 2,27 m |

## Records
| Épreuve         | Épreuve   | Marque | Lieu           | Date                            |
| --------------- | --------- | ------ | -------------- | ------------------------------- |
| Saut en hauteur | Plein air | 2,29 m | Doha           | 1er octobre 2019                |
| Saut en hauteur | En salle  | 2,15 m | Ostrava Vienne | 24 janvier 2012 11 février 2012 |